# Karl Tyroller

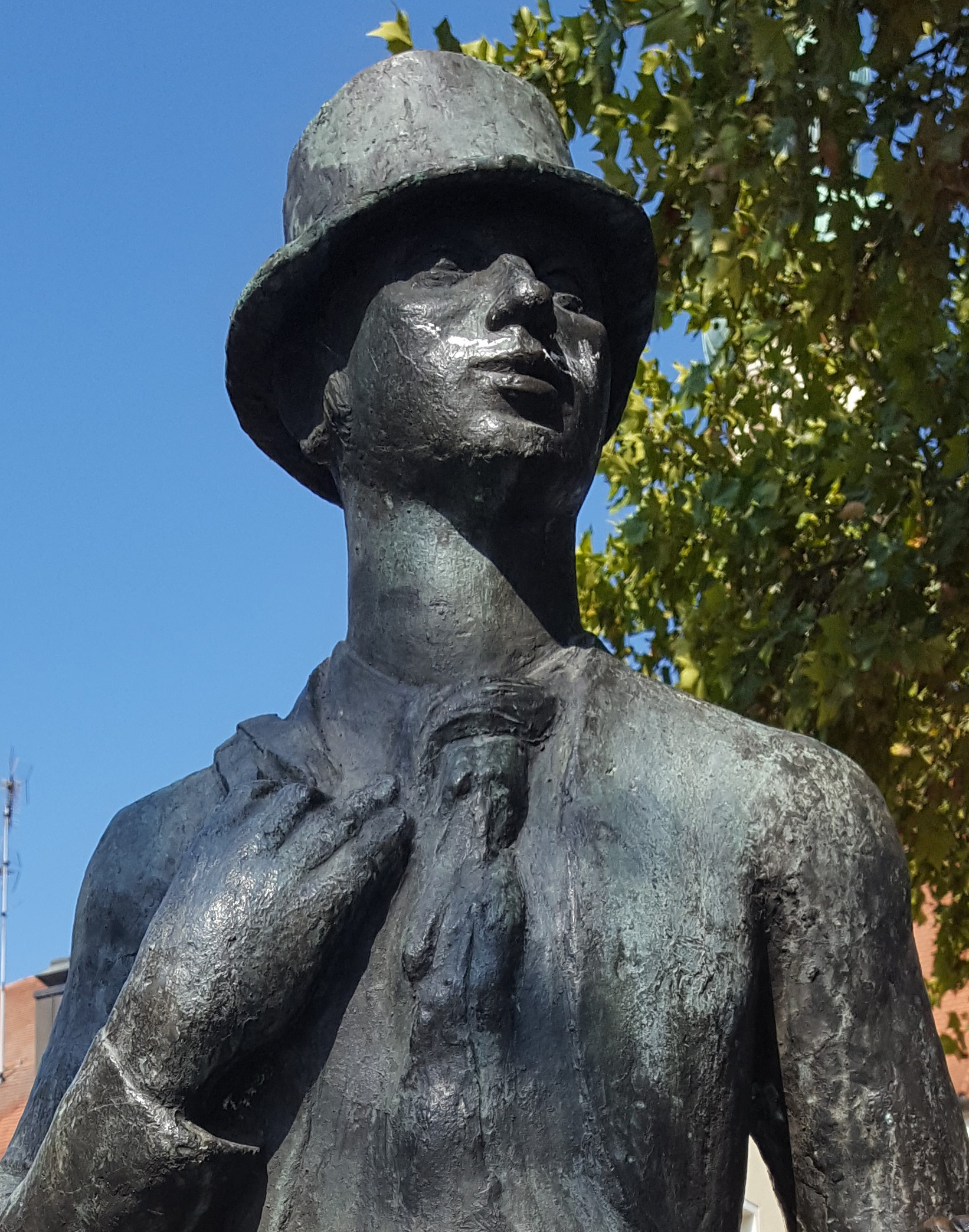
Karl Tyroller: Bruder Straubinger (1962), Bronzeskulptur auf dem Steiner-Thor-Platz in Straubing

 Karl Tyroller (* 21. Januar 1914 in Nandlstadt im oberbayrischen Landkreis Freising; † 15. April 1989 in Straubing) war ein deutscher Kunstpädagoge, Künstler, Kunsthistoriker und Forscher, der sich um das Kulturleben der Stadt Straubing und ihrer Umgebung verdient gemacht hat. Seine Forschertätigkeit hat der Region Altbayern neues Wissen um ihre kulturellen Schätze erschlossen.

## Leben und Wirken

### Ausbildung
Karl Tyroller besuchte zunächst das Klostergymnasium in Scheyern, danach ab der Oberstufe das Humanistische Gymnasium in Freising. Anschließend studierte er Kunstgeschichte und Germanistik an der Universität München sowie Pädagogik an der damaligen Lehrerbildungsanstalt München-Pasing. Wehrdienst und Kriegsgefangenschaft, aus der er erst Ende 1946 zurückkehrte, unterbrachen seine berufliche Laufbahn.

### Wirken als Lehrer, Künstler und Autor

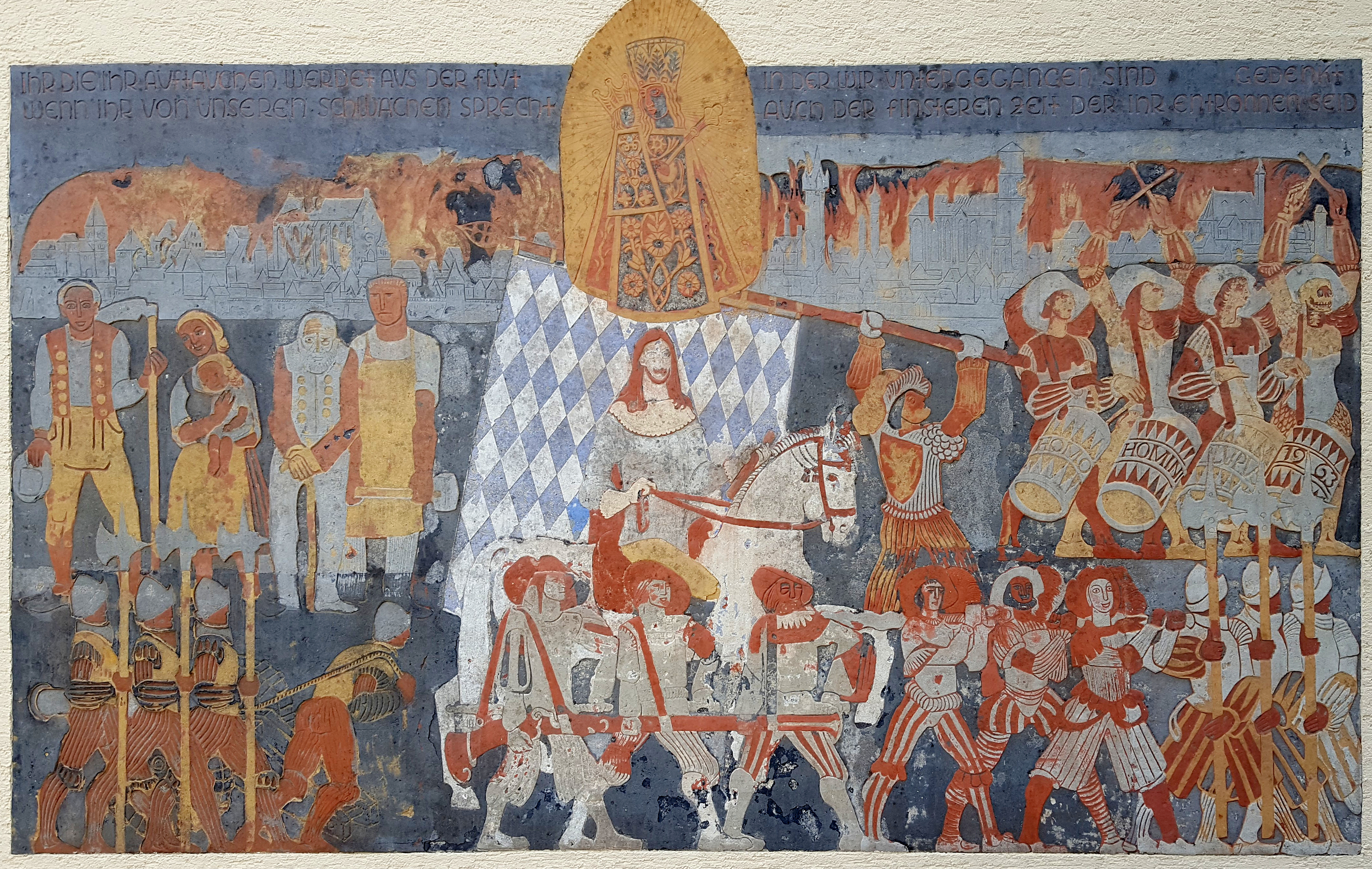
Karl Tyroller, Sgraffito, 480 × 275 cm, HOMO HOMINI LUPUS, 1963

Erst ab dem September 1947 erhielt er eine Anstellung als Studienassessor am Gymnasium und Oberrealschule in Straubing, dem späteren Johannes-Turmair-Gymnasium. Bis zu seiner Pensionierung im Juli 1978 prägte er die Kunsterziehung an dieser Schule.
Er war einer der Gründer der „Gemeinschaft Bildender Künstler Straubing“ im Jahre 1949 und deren Vorsitzender bis zu seinem Lebensende. Alljährlich trat er mit dieser Gruppierung in Ausstellungen, jeweils im Sommer und um die Weihnachtszeit, an die Öffentlichkeit.
Neben seinem Engagement als Lehrer engagierte er sich als Pionier in der Erforschung und Darstellung der – vor allem sakralen – Kunstgeschichte der Stadt, des Landkreises und der Region. In zahlreichen Monografien, Zeitungsbeiträgen, Schriftenreihen und Einzelpublikationen veröffentlichte er seine Funde und Forschungsergebnisse.
Eine Auflistung aller bekannten Schriften Karl Tyrollers, zusammen mit einer Auswahl seiner bemerkenswertesten Einzelstudien, stellte Alfons Huber anlässlich seines 100. Geburtstags im Heft 64 der Reihe „Straubinger Hefte“ zusammen. Otto Schmidt folgte ihm im selben Jahr mit einem Rückblick im Straubinger Tagblatt, in dem er das Wirken Karl Tyrollers aus der zeitlichen Distanz eines Vierteljahrhunderts nach seinem Tode einordnete und bewertete.
In Straubing erinnern zwei Werke an den Künstler Karl Tyroller: Die Bronzeskulptur des Bruder Straubinger (1962) auf dem Steiner-Thor-Platz und das eindrucksvolle, mahnende Sgraffito am Nordgiebel des Jugendhauses am Vogelauweg: Tilly oder HOMO HOMINI LUPUS, 480 × 275 cm (1963). Am oberen Bildrand trägt es die Inschrift: „IHR, DIE IHR AUFTAUCHEN WERDET AUS DER FLUT, IN DER WIR UNTERGEGANGEN SIND, GEDENKT, WENN IHR VON UNSEREN SCHWÄCHEN SPRECHT, AUCH DER FINSTEREN ZEIT, DER IHR ENTRONNEN SEID“ (Zitat aus: Bertolt Brecht, An die Nachgeborenen).

### Forschung
Karl Tyroller gilt als Entdecker und Ordner des Krippenarchivs der Marianischen Kongregation und Initiator der Straubinger Krippenforschung und Krippenschauen. Besonderes Aufsehen erregte in Fachkreisen seine Entdeckung eines Figurenensembles in der Aholminger Kirche, das er als Werk von Ignaz Günther, dem bedeutendsten Rokokobildhauer Altbayerns, identifizieren konnte. Seine Monografie über den in Meindling bei Oberschneiding geborenen Rokoko-Bildhauer Mathias Obermayr (1720–1799), die er zusammen mit seiner Tochter Eva veröffentlichte, gilt als die umfassendste Darstellung von Obermayrs Leben und Wirken.

### Kulturpolitik
Im Straubinger Kulturleben war er über 40 Jahre lang aktiv und prägte die Kulturpolitik. Er wirkte und stritt u. a. als Beirat des Kulturausschusses und Stadtrat für den Erhalt von Kulturdenkmälern und die sorgsame Gestaltung öffentlicher Bauten.

### Familie
Mit seiner Ehefrau Klara (geb. Kainz, * 22. Januar 1920 in Straubing; † 6. Oktober 2016 in Straubing), Kunstpädagogin am Gymnasium der Ursulinen-Schulstiftung Straubing, hatte er acht Kinder.

## Publikationen (Auswahl)
- mit Adalbert Deckert: Ausstellung zur 600-Jahrfeier der Karmeliten in Straubing, Wegweiser durch die Ausstellung, Straubing 1968, 27 S.
- mit Eva Tyroller: Mathias Obermayr, Bildhauer und Stukkateur, Straubinger Hefte Nr. 70, Straubing 2020, von Eva Tyroller und Philipp Grieb aktualisierte, erweiterte Neuauflage mit 184 S. und 95 Abb.
- mit Eva Tyroller: Mathias Obermayr, Bildhauer und Stuckateur, aktualisierte und ergänzte Neuausgabe der Monografie von 1976 als E-Book, Edition FONTES AURIFERI Vol. 7, Taufkirchen-Straubing 2019
- Sakrale Kunst im Straubinger Raum, Gäubodenmuseum Straubing, Abteilung Sakrale Kunst, hg. v. Kulturamt der Stadt Straubing in Zusammenarbeit mit dem Gäubodenmuseum Straubing, Straubing 1978, 8 S.
- Neue Nachrichten über die Beziehung der Gebrüder Asam zu Kloster und Kirche der Ursulinen, Beiheft zum Jahresbericht 1976/77 des Ursulinengymnasiums Straubing, Straubing 1977, 29 S.; 2., erweiterte Auflage, Straubing 1978, 41 S.
- Die Biographie des altehrwürdigen Pfarrgotteshauses St. Peter in der Altstadt Straubing, Straubinger Hefte Nr. 29, Straubing 1979, 61 S. mit 29 ganzseitigen Abb.
- Der Aholminger Hochaltar, ein Spätwerk Ignaz Günthers? JB des Hist. Vereins für Straubing und Umgebung 83 (1981), S. 77–84.
- mit Rudolf Kracher: Wallfahrtskirche Sossau, Schnell, Kunstführer Nr. 853 (1966), 2., neubearbeitete Auflage, München–Zürich 1986, 16 S.
- Die Bildhauerfamilie Keller, Straubinger Hefte Nr. 37, Straubing 1987, 72 S. mit 32 ganzseitigen Abb.
- mit Harry Stern: Straubing, Kleine Pannonia-Reihe, Freilassing 1988, 48 S.
- mit Alfons Huber: Klosterkirche Azlburg, Schnell, Kunstführer Nr. 1729, München und Zürich 1988, 20 S.
- Pfarrei Altenthann. Heuweg, Lichtenberg, Schönfeld, Peda-Kunstführer Nr. 012.1/88, Münsterschwarzach–Passau 1988, 24 S.
- Der Rokokomaler Christian Thomas Wink (1738–1797), Ausbildung und Tätigkeit in Niederbayern, Straubinger Hefte Nr. 38, Straubing 1988, 62 S. mit 28 ganzseitigen Abb.
- mit Hans Utz: Wallfahrten im Bistum Regensburg, neubearb. von Karl Tyroller, 2., überarb. und erweit. Auflage (1981), München-Zürich 1989, 324 S.
- Die Figuren des Aholminger Hochaltars, ein mutmaßliches Spätwerk Ignaz Günthers, Ars bavarica 57/58 (1989), S. 117–130.